# Przesąd Zwyciężony
Przesąd Zwyciężony – krakowska loża wolnomularska.

## Historia
Powstała 9 marca 1786 r. w Krakowie, a 17 grudnia tego samego roku otrzymała dyplom elekcyjny od Wielkiej Loży Prowincjonalnej "Katarzyny pod Gwiazdą Północną". Zlikwidowana w 1822 r. na mocy carskiego ukazu, w 1935 r. reaktywowana. Została zlikwidowana jesienią 1938 po dekrecie prezydenta RP Ignacego Mościckiego, nakazującym rozwiązanie wszystkich stowarzyszeń masońskich w Polsce.
Obecnie wchodzi w skład Wielkiej Loży Narodowej Polski.
Siedziba loży mieściła się w posiadłości przy ul. Wesołej, potem w uniwersyteckiej Szkole Pielęgniarek i Opiekunek Zdrowia przy ul. Kopernika (ob. Wydział Pielęgniarstwa Collegium Medicum UJ).

## Niektórzy członkowie
- Józef Brodowski - artysta malarz
- Paweł Czaykowski - prezes literatury polskiej na UJ
- Aleksander Dackow - zecer, wielki mistrz loży
- Soter Darowski - wielki mistrz loży
- Krzysztof Groppler
- Rudolf Guntner - krakowski adwokat okresu międzywojnia
- Ludwik Szymon Gutakowski
- Józef Jaworski - fizyk województwa krakowskiego
- Wacław Krzyżanowski - architekt
- Kacper Miaskowski - pułkownik wojsk Księstwa Warszawskiego
- Franciszek Leopold Lafontaine (od 1782) - lekarz wojskowy armii Księstwa Warszawskiego, kolekcjoner dzieł sztuki
- Jerzy Stefan Langrod - krakowski prawnik okresu międzywojnia
- Józef Łączyński - wielki mistrz loży od 1811
- Jan Chrzciciel Szymon Stummer (1810-1813)
- Eugeniusz Tor - dyrektor Muzeum Techniczno-Przemysłowego
- Kasper Wielogłowski - prezes krakowskiej komisji wojewódzkiej, prezes Senatu Rzeczypospolitej Krakowskiej
- Bronisław Wildstein - dziennikarz, były prezes TVP, wielki mistrz loży
- Fernando Malaga - aktor, drugi dozorca loży
- Kazimierz Witkowski - grafik, metaloplastyk i bibliofil
- Józef Wincenty Wodzicki - wielki mistrz loży[5]
- Witold Wyspiański - geolog, działacz społeczny, poseł do KRN, bratanek Stanisława